# Zakletý
Zakletý är en kulle i Tjeckien.   Den ligger i regionen Hradec Králové, i den nordöstra delen av landet, 140 km öster om huvudstaden Prag. Toppen på Zakletý är 991 meter över havet. Zakletý ingår i Orlické Hory.
Terrängen runt Zakletý är huvudsakligen lite kuperad. Runt Zakletý är det ganska glesbefolkat, med 40 invånare per kvadratkilometer. Närmaste större samhälle är Rychnov nad Kněžnou, 14,6 km sydväst om Zakletý. Omgivningarna runt Zakletý är en mosaik av jordbruksmark och naturlig växtlighet.